# Nikolai Gergow
Nikolai Gergow (* 17. März 1978 in Orjachowo, Oblast Wraza) ist ein bulgarischer Ringer. Er war Weltmeister 2005 und Europameister 2005 und 2007 im griechisch-römischen Stil im Leichtgewicht.

## Werdegang
Nikolai Gergow begann als Jugendlicher 1989 mit dem Ringen. Sein erster Trainer war Iwan Iwanow. Nach ersten Erfolgen in Bulgarien im Juniorenbereich wurde er 1996 Mitglied von "Slavia Litex" Sofia, einem der führenden Ringerclubs Bulgarien. Dort wurde Bratan Zenow, selbst ehemaliger Weltmeister im Ringen, sein Trainer. Er konzentrierte sich dabei voll auf den griechisch-römischen Stil.
1996 bestritt Nikolai Gergow seinen ersten großen internationalen Wettkampf, die Junioren-Europameisterschaft im heimischen Sofia und belegte dort gleich einen hervorragenden 2. Platz in der Gewichtsklasse bis 54 kg Körpergewicht. Bei der Junioren-Weltmeisterschaft 1998 in Tirana kam er indessen nicht so gut zurecht und kam in der Gewichtsklasse bis 60 kg nur auf den 15. Platz.
Sein Debüt bei einer internationalen Meisterschaft der Senioren gab Nikolai Gergow im Jahre 2001 in Istanbul. Er verpasste dort mit einem 4. Platz im Federgewicht nur knapp die Medaillenränge. Bei der Weltmeisterschaft des gleichen Jahres in Patras schied er schon nach der 2. Runde aus und belegte nur den 17. Platz. Wegen seines Talentes hielt der bulgarische Ringerverband, der ja eigentlich auf Spitzenplätze abonniert ist, auch in den nächsten Jahren an Nikolai Gergow fest. Zunächst wurde diese Treue noch nicht belohnt, denn Nikolai Gergow belegte bei der Weltmeisterschaft 2002 in Moskau im Leichtgewicht nur den 7. Platz. Er besiegte dabei Moisés Sánchez (Ringer)|Moisés Sánchez aus Spanien und Kim-Jussi Nurmela aus Finnland, unterlag aber in der dritten Runde gegen Manuchar Kwirkwelia aus Georgien.
Auch 2003 stellten sich bei Nikolai Gergow noch nicht die erhofften Erfolge ein. Bei der Europameisterschaft in Belgrad belegte er nach einer Niederlage gegen Armen Wardanjan aus der Ukraine in der 2. Runde den 13. Platz und bei der Weltmeisterschaft in Créteil/Frankreich belegte er im Leichtgewicht nach einer Niederlage gegen Jimmy Samuelsson aus Schweden gar nur den 30. Platz.
Im Februar 2004 siegte Nikolai Gergow bei einem Qualifikationsturnier für die Olympischen Spiele in Novi Sad im Leichtgewicht. Mit Eduard Aplewitsch, Belarus, Kevin Bracken, USA, Mkhitar Manukjan, Kasachstan und Parviz Zaidvand aus dem Iran besiegte er dabei vier Spitzenringer. Bei den Olympischen Spielen in Athen selbst enttäuschte er aber wieder, denn nach einem Sieg über Levente Füredy aus Ungarn verlor er gegen den Südkoreaner Kim In-Sub und schied aus. Er platzierte sich dabei auf dem 14. Rang.
Im Jahre 2005 gelang ihm dann der große Durchbruch. Er gewann bei der Europameisterschaft in Warna mit vier Siegen in überlegenem Stil den Europameistertitel im Leichtgewicht. Im Endkampf besiegte er dabei den Deutschen Christian Fetzer hoch nach Punkten. Auch bei der Weltmeisterschaft des gleichen Jahres in Budapest siegte er im Leichtgewicht. In den entscheidenden Kämpfen besiegte er dabei Alain Milián aus Kuba, Armen Wardanjan, Ukraine und Hussamaddin Rajabow aus Aserbaidschan.
Nicht zufrieden sein konnte Nikolai Gergow mit seinem Abschneiden bei den internationalen Meisterschaften des Jahres 2006. Er kam bei der Europameisterschaft in Moskau nach einer Niederlage in seinem zweiten Kampf gegen den türkischen Ex-Weltmeister Şeref Eroğlu nur auf den 10. Platz und verlor bei der Weltmeisterschaft im chinesischen Guangzhou nach drei Siegen gegen den US-Amerikaner Justin Harry Lester, womit er auf dem 7. Platz landete.
Ein sehr erfolgreiches Jahr für ihn war dann das Jahr 2007. In Sofia wurde er zum zweiten Mal Europameister im Leichtgewicht und bei der Weltmeisterschaft in Baku erreichte er nach einer Niederlage im Halbfinale gegen Darkhan Bajaktmetow aus Kasachstan mit einem Sieg über Arman Adikjan aus Armenien noch den 3. Platz.
Nikolai Gergow, der praktisch Ringerprofi ist, ist auch in den deutschen Ringerkreisen sehr bekannt, denn schon seit mehreren Jahren ringt er für den 1. Luckenwalder SC in der deutschen Bundesliga.

## Internationale Erfolge
(OS = Olympische Spiele, WM = Weltmeisterschaft, EM = Europameisterschaft, GR = griech.-röm. Stil, Fe = Federgewicht, bis 2001 bis 63 kg, ab 2002 bis 60 kg Körpergewicht, Le = Leichtgewicht, bis 2001 bis 69 kg, seit 2002 bis 66 kg Körpergewicht)
- 1996, 2. Platz, Junioren-EM (Juniors) in Sofia, GR, bis 54 kg Körpergewicht, hinter Wardan Gunarjan, Armenien u. vor Parviz Kasimow, Usbekistan;
- 1998, 15. Platz, Junioren-EM (Juniors) in Tirana, GR, bis 60 kg Körpergewicht, Sieger: Warteres Samurgaschew, Russland vor Koba Odischarja, Georgien u. Kerim Salman, Türkei;
- 2001, 4. Platz, EM in Istanbul, GR, Fe, hinter Şeref Eroğlu, Türkei, Temur Tehumar, Russland u. Włodzimierz Zawadzki, Polen u. vor Juri Kohl, Deutschland u. Eduard Aplewitsch, Belarus;
- 2001, 17. Platz, WM in Patras/Griechenland, GR, Fe, Sieger: Waghuniak Galstjan, Armenien vor Kim In-Sub, Südkorea u. Michael Beilin, Israel;
- 2002, 7. Platz, WM in Moskau, GR, Le, mit Siegen über Moisés Sánchez, Spanien u. Kim-Jussi Nurmela, Finnland u. einer Niederlage gegen Manuchar Kwirkwelia, Georgien;
- 2003, 13. Platz, EM in Belgrad, GR, Le, mit einem Sieg über Moisés Sánchez u. einer Niederlage gegen Armen Wardanjan, Ukraine;
- 2003, 30. Platz, WM in Créteil/Frankreich, GR, Le, mit einem Sieg über Endrix Arteaga, Venezuela u. einer Niederlage gegen Jimmy Samuelsson, Schweden;
- 2004, 1. Platz, Olympia-Qualifikations-Turnier in Novi Sad, GR, Le, mit Siegen über Eduard Aplewitsch, Kevin Bracken, USA, Mkhitar Manukjan u. Parviz Zaidvand, Iran;
- 2004, 2. Platz, "Nikola-Petrow"-Turnier in Sofia, GR, Le, hinter Levente Füredy, Ungarn u. vor Eduard Kratz, Deutschland;
- 2004, 14. Platz, OS in Athen, GR, Le, mit einem Sieg über Levente Füredy, Ungarn u. einer Niederlage gegen Kim In-Sub;
- 2005, 1. Platz, "Nikola-Petrow"-Turnier in Sofia, GR, Le, vor Emilian Todorow, Bulgarien, Justin Harry Lester, USA u. Selçuk Çebi, Türkei;
- 2005, 1. Platz, EM in Warna, GR, Le, mit Siegen über Moisés Sánchez, Armen Wardanjan, Hussamaddin Rajabow, Aserbaidschan u. Christian Fetzer, Deutschland;
- 2005, 1. Platz, WM in Budapest, GR, Le, mit Siegen über Damirbek Asylbuly, Kirgisistan, Konstantinos Arkoudeas, Griechenland, Alain Milián, Kuba, Armen Wardanjan u. Hussamaddin Rajabow;
- 2006, 10. Platz, EM in Moskau, GR, Le, mit einem Sieg über Michael Beilin, Israel u. einer Niederlage gegen Şeref Eroğlu;
- 2006, 7. Platz, WM in Guangzhou/China, GR, Le, mit Siegen über Tiriano Corriga, Italien, Elbrus Mammadow, Aserbaidschan u. Kanatbek Begaliew, Kirgisistan u. einer Niederlage gegen Justin Harry Lester;
- 2007, 1. Platz, "Stanislaw-Pytlasinski"-Turnier in Warschau, GR, Le, vor Elbrus Mammadow, Ulvan Erkan, Türkei u. Beibit Nughmanow, Kasachstan;
- 2007, 1. Platz, EM in Sofia, GR, Le, mit Siegen über Arman Adikjan, Armenien, Ionel Pușcașu, Rumänien, Elbrus Mammadow, Refik Ayvazoğlu, Türkei u. Oleksandr Chwoschtsch, Ukraine;
- 2007, 1. Platz, "Nikola-Petrow"-Turnier in Sofia, GR, Le, vor Maxim Mordowin, Russland;
- 2007, 3. Platz, WM in Baku, GR, Le, mit Siegen über Ambako Watschadse, Russland, Rawschan Ruzikulow, Usbekistan, Steeve Guénot, Frankreich, einer Niederlage gegen Darkhan Bajaktmetow und einem Sieg über Arman Adikjan;
- 2008, 1. Platz, "Dave-Schultz-Memorial International" in Colorado Springs/USA, GR, Le vor Mark Rial, USA, Beibit Nugamanow u. Tomasz Swierk, Polen
- 2008, 5. Platz, OS in Peking, GR, Le, nach Siegen über Şeref Eroğlu und Sergei Kowalenko, Russland und Niederlagen gegen Kanatbek Begalijew und Armen Wardanjan, Ukraine